# Tilly (Yvelines)
Tilly – miejscowość i gmina we Francji, w regionie Île-de-France, w departamencie Yvelines.
Według danych na rok 1990 gminę zamieszkiwało 407 osób, a gęstość zaludnienia wynosiła 52 osób/km² (wśród 1287 gmin regionu Île-de-France Tilly plasuje się na 861. miejscu pod względem liczby ludności, natomiast pod względem powierzchni na miejscu 499.).